# Armija na Republika Severna Makedonija
Esercito della Repubblica di Macedonia del Nord (Армија на Република Северна Македонија, Armija na Republika Severna Makedonija) è il nome delle forze armate della Repubblica di Macedonia del Nord. È responsabile nel difendere l'integrità territoriale della sovranità e Macedonia del Nord dai nemici esteri. Le forze armate macedoni sono una forza di difesa costituita dall'Esercito (Армија) e dall'Aeronautica (Воено Воздухопловство). Dal 2005 l'esercito è composto interamente da professionisti e volontari, soldati completamente trasformati in un esercito professionale compatibile con gli standard della NATO.